# تلمبه وهاب‌زاده
تلمبه وهاب‌زاده یک منطقهٔ مسکونی در ایران است که در دهستان دشت خاک واقع شده‌است.